# Rothmannia engleriana
Rothmannia engleriana là một loài thực vật có hoa trong họ Thiến thảo. Loài này được (K.Schum.) Keay miêu tả khoa học đầu tiên năm 1958.